# أرني تومز
أرني تومز (بالألمانية: Arne Thoms) مواليد 1971 في أسنابروك، ألمانيا الغربية، هو لاعب كرة مضرب ألماني سابق بدأ مسيرته كمحترف سنة 1989 وكان يلعب باليد اليمنى. أعلى تصنيف له في الفردي كان المركز الـ 98 في سنة 1992. أعلى تصنيف له في الزوجي كان المركز الـ 169 في سنة 1993.

## النهائيات

### الفردي: (4)
| الرقم | السنة | الدورة             | الأرضية | المنافس في النهائي | النتيجة في النهائي |
| ----- | ----- | ------------------ | ------- | ------------------ | ------------------ |
| 1.    | 1991  | ميونخ، ألمانيا     | سجاد    | ماركوس ناوي        | 4–6, 6–3, 6–4      |
| 2.    | 1994  | القدس، إسرائيل     | صلبة    | فيليب ديولف        | 4–6, 6–1, 6–4      |
| 3.    | 1996  | نويمونستر، ألمانيا | سجاد    | جيف سالزنستين      | 6–4, 6–4           |
| 4.    | 1997  | ليبشتات، ألمانيا   | سجاد    | ديرك دير           | 7–6, 6–3           |

## روابط خارجية
- أرني تومز على موقع رابطة محترفي التنس (الإنجليزية)
- أرني تومز على موقع الاتحاد الدولي لكرة المضرب (الإنجليزية)
- أرني تومز على موقع خلاصة التنس.كوم (الإنجليزية)